# Justin Taylor (klavecimbelspeler)

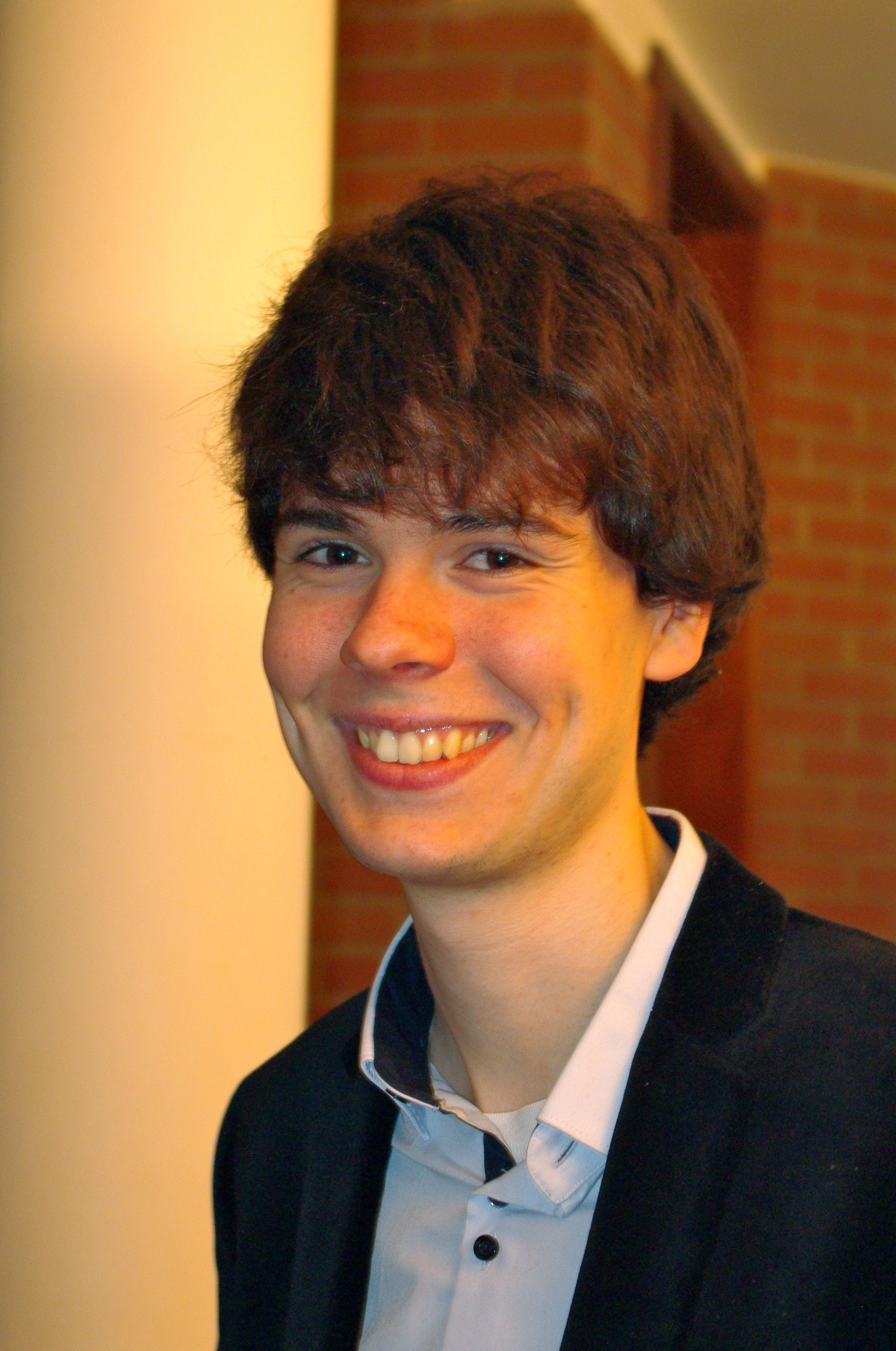
Justin Taylor, March 19, 2016, after a recital in Brussels

Justin Taylor (Angers, 1992) is een Frans klavecinist van Amerikaanse origine.

## Levensloop
Taylor begon in zijn geboortestad als kind piano te spelen. Toen hij tien was begon hij op klavecimbel te oefenen. In 2011 studeerde hij verder aan het Centre national de musique, het muziekconservatorium in Parijs. Naast klavecimbel studeerde hij ook moderne piano.
In 2015 behaalde hij een master voor klavecimbel, met felicitaties van de jury. In augustus van dat jaar behaalde hij de eerste prijs in de internationale wedstrijd Musica Antiqua in Brugge. Hij kreeg ook de publieksprijs.
Hij veroverde hetzelfde jaar Prix de l'EUBO Developping Trust voor de meest belovende Europese musicus in de barokmuziek, evenals de Prix Alpha, met als prijs een eerste opname onder dit label. Deze cd, getiteld La famille Forqueray: Portrait(s) (Alpha 247) verscheen in september 2016 en behaalde onder andere de volgende onderscheidingen:
- CHOC Classica, november 2016
- Gramophone Editor's Choice, November 2016[1]
- Grand prix de l’Académie Charles Cros 2016 als " Découverte classique"[2]
- Een Qobuzissime, augustus 2016[3]

Hij heeft het Taylor Consort opgericht, residerende in de Fondation Singer-Polignac, dat zich wijdt aan het barokrepertoire. Hij speelt verder met Orchestre Français des Jeunes Baroque, met Le Poème Harmonique en met Les Musiciens de Saint-Julien.
Hij beoefent verder de piano en studeert ook de pianoforte.